# Descaminament
Descaminament (pharming en anglès, pronunciat farming) és un atac al nostre ordinador amb la intenció de redirigir el tràfic d'un lloc web a un altre de maliciós.
El descaminament es pot fer canviant el fitxer hosts en l'ordinador de la víctima o aprofitant alguna vulnerabilitat del programari del servidor de DNS. Els servidors DNS són els ordinadors responsables de posar en correspondència els noms de domini amb les adreces IP reals del servidor. També et poden robar 
La paraula en anglès pharming és un joc entre "farming" i "phising" (pesca electrònica).
El descaminament ha esdevingut una seriosa preocupació pels negocis desenvolupant activitat comercial a Internet, com els bancs o les botigues en línia. Ni el programari d'antivirus ni el d'eliminació de programari espia (spyware) no us poden protegir del descaminament. Alguns navegadors, com el Firefox, avisen en alguns casos si la plana conté enllaços sospitosos.